# Толстоклювая эуфония
Толстоклювая эуфония (лат. Euphonia laniirostris) — вид птиц из семейства вьюрковых.
Длина тела 12,5 см. У самцов щёки, шея и крылья синие. Голова и шея имеют слегка фиолетовый отблеск. Лоб, грудь и нижняя часть окрашены в жёлтый цвет. Глаза и клюв чёрные. У самки верх тела оливково-зелёный, нижняя сторона яркого оливково-жёлтого цвета. Середина брюха у самки чисто жёлтого цвета. От других видов рода Euphonia птицы отличаются мощным клювом.
Выделяют пять подвидов (E. l. crassirostris, E. l. hypoxantha, E. l. laniirostris, E. l. melanura, E. l. zopholega), распространённых в Неотропике от Коста-Рики, Панамы, Венесуэлы, северной Колумбии, Эквадора, Перу, Боливии до Бразилии. Вид обитает в буше и поросшей деревьями местности от равнин до высоты 1500 м над уровнем моря.
Он питается в основном фруктами, такими как гуава, банан и ягоды омелы. Во время сезона размножения птица строит на земле крытое гнездо с боковым входом. В кладке от трёх до пяти яиц. Птенцы появляются после инкубационного периода продолжительностью 14 дней. Оба родителя участвуют в заботе о птенцах, которые оперяются примерно через 16 дней. В год бывает два — три выводка в период с марта по август.